# THE LAST COP/ラストコップ
『THE LAST COP/ラストコップ』は、2015年制作の日本のテレビドラマ。日本テレビと動画配信サイト『Hulu』との共同制作による。2016年に連続ドラマ化。

## 概要
Huluオリジナルドラマ第1弾。ドイツの人気刑事ドラマ『DER LETZTE BULLE』（英題：THE LAST COP）を日本でリメイクし、唐沢寿明が30年間（原作では20年間）眠っていた刑事役で主演を務める。
2015年6月19日に「金曜ロードSHOW!特別ドラマスペシャル」としてEpisode 1が放送され、放送終了後にHuluでEpisode 2が配信開始され、7月24日まで毎週金曜日に6週連続で配信された（全7話）。配信直後に新規ユーザーが増え、2011年8月のHulu開始以来、最も多い会員を獲得した。
Episode1の視聴率は12.9%（ビデオリサーチ調べ、関東地区・世帯・リアルタイム）で、同時間帯でトップを記録した。
2016年10月から日本テレビ系「土曜ドラマ」枠にて連続ドラマ化。前作から1年後の2人が描かれた。放送前の9月3日・9月10日・9月17日には、Huluで配信されたエピソードに番宣を兼ねた新規映像を加えて再編集した総集編『episode 0』が同年9月3・10・17日のいずれも21:00 - 21:54（『土曜ドラマ』枠相当の時間帯であるが、あくまで同枠外として放送）にて「3週連続ラストコップ祭り」として放送された。第1話目から第四の壁を破り、文字通り純粋なエンターテインメント作品となっている。劇中では『ごくせん』『金田一少年の事件簿』『地獄先生ぬ〜べ〜』や、唐沢が出演した『白い巨塔』、窪田正孝が出演した『臨床犯罪学者 火村英生の推理』のパロディが演じられたり、同局同時期に放送されていたドラマ『レンタル救世主』とそれぞれの役柄でそれぞれの作品に出演するコラボレーションも行われた。最終話は一部を生で放送し、連動データ放送による視聴者投票で、唐沢演じる京極浩介の生死が決まるという試みで放送された。（結果：生きる76%、死ぬ24%で、生きることになった。）
2016年12月10日の最終回の放送直後から「Hulu」で新しいオリジナルストーリーであるanother story1「変・身」（前編・後編）とanother story2「刑事、赤の時代」（前編・後編）、そしてスペシャルコンテンツ「KBD3人娘から亮太へのエール」編が順次配信された。2017年5月3日に映画化された。

## あらすじ
1985年、刑事・京極浩介は凶悪犯・カグラを追い詰める際、仕掛けられていた爆弾の爆発に遭い、昏睡状態に陥った。30年後の2015年、昏睡から目覚めた浩介は刑事に復職したが、価値観や知識は1985年当時のままで周囲を困らせながらも数々の事件を再び解決していく。

## 登場人物
年齢は、連続ドラマ時のもの。

### 主要人物
京極 浩介〈53〉
演 - 唐沢寿明
本作品の主人公。横浜中央署刑事課刑事。階級は巡査部長。1985年に爆発によって昏睡状態に陥るが、意識を失う直前に聞いた斉藤由貴の歌声を2015年に病室で聞いたことをきっかけに30年ぶりに目覚め、再び刑事として働き始める。
自分の足で捜査を進め「刑事の勘」を信じる熱血漢。趣味は筋トレ。「形から入る」タイプでコスプレをすることが多い。SNSや動画でその活躍が広まっている。
望月 亮太〈23〉
演 - 窪田正孝
横浜中央署刑事課の若手刑事。階級は巡査部長。30年ぶりに目覚めた京極の相棒となることを鯨井に命じられ、住む場所がない京極に押しかけられて生活も共にすることなる。若山には、「モッちゃん」と呼ばれている。
連続ドラマ版では、オープニングナレーションも担当する。

### 横浜中央署刑事課
鈴木 誠〈51〉
演 - 宮川一朗太
30年前の浩介の後輩刑事で元妻の旦那。階級は警部。現在は刑事課の課長に出世している。
鯨井 雅高〈60〉
演 - 田山涼成
30年前の京極の先輩刑事。階級は警視。現在は署長になっており、望月を京極と組ませる。何か問題が起きると鈴木に全責任を押し付けようと本気か冗談かお茶目な一面をもつ。
柏木 沙織〈28〉
演 - 黒川智花
刑事。階級は巡査部長。合気道の有段者で武闘派。
安田 慎平〈37〉
演 - 松尾諭
刑事。階級は警部補。柔道が得意。
水嶋 茉莉花
演 - 久慈暁子
刑事課のお茶くみ。階級は不明。
三島 菜々子〈20〉
演 - 桜井日奈子
交通課の婦人警官。階級は巡査。好意を寄せてくる若山に対して「キモイ」「キモ山さん」と言っているが、毎晩のメールには返事をしている。岡山弁を喋れる。
小山内 美咲〈20〉
演 - 武田玲奈
刑事課のデスク。階級は不明。よく間違えて鈴木に熱いお茶をかけてしまう。貧乏な家庭環境で育ち、高校時代に嫌な思い出が存在するようである。
山瀬 栞〈23〉
演 - 伊藤沙莉
鑑識課の鑑識員。階級は不明。京極に一目惚れするが、いつも相手にされない。
鑑識課の室内に研究室を持ち、そこで作った発明品を京極たちに提供する。

### 神奈川県警察本部
神野 晴彦（じんの はるひこ）〈59〉
演 - 小日向文世
本部長。階級は警視監。刑事ドラマに憧れて警察官になった。本部長室の隠し扉には神奈川県下の監視モニターが配備されており、それを見て京極らの活躍を刑事ドラマを視聴する感覚で楽しんでいる。
かつては警視庁に所属していたが、ライバルである現・組織犯罪対策部部長の明神に、職務中に「ある失態」をしてしまった証拠を握られたことが切っ掛けで、神奈川県警察本部に異動した。
松浦 聡〈45〉
演 - 藤木直人 ※特別出演
参事官。階級は警視正。京極のやり方は認めておらず、事あるごとに対立する。所属部は不明。
杏奈という娘がいる。警察官だった父親を中学時代に亡くしている。
笑顔を見せないキャラクターだが、神野の過去を知った際に初めて笑顔を見せる。
若山 省吾〈23〉
演 - 竹内涼真
係長。階級は警部。同期の望月には、「省ちゃん」と呼ばれている。三島に好意を持っていると思われ、望月に三島との合コンのセッティングを要求する。所属部・所属課・所属係は不明。23歳で警部の階級にあることからキャリアだと思われる。
第8話で亮太が記憶喪失に陥った際は神野の采配で急遽京極とコンビを組んだ。

### 京極たちの関係者
鈴木 結衣〈33〉
演 - 佐々木希（赤ちゃん：坂口恵実梨、幼少期：米村莉子）
京極の娘。京極が実の父だと後から知る。2015年（単発ドラマ）時点では滝谷百貨店でアパレル販売員として働いていたが、2016年、周囲の反対を押し切って横浜中央警察署の交通課に勤務する警官となる。その時の階級は巡査。望月と交際するも、京極と鈴木の2人の父親からは認められていない。
鈴木 加奈子〈51〉
演 - 和久井映見
京極の元妻で、現在は鈴木と再婚している。
遠藤 勇二〈58〉
演 - 佐野史郎
30年前の京極のバディ。2015年時点では県警本部長（階級は警視正）であったが、実は京極が昏睡状態に陥る前から「カグラ」と接触しており、いつしか「自分が『カグラ』になる」という野望を抱くようになる。そして、「カグラ」が潜伏するビルに時限爆弾を仕掛けて殺害を図るが、京極が自分の制止を振り切ってその場所に突入するという想定外の事態が起こり、その結果、「カグラ」と共に爆発に巻き込まれた京極が30年間昏睡状態に陥ることとなった。その後「エピソード0」3話にて、正体を突き止めた京極と望月に逮捕される。
連続ドラマ開始時点では収監中であったが、第3話にて赤嶺大和と結託して脱獄。さらに京極と望月を、特殊な腕輪を使って脅迫し銀行強盗犯に仕立てあげる。そして再び対峙した二人に「ある二者択一の選択」を迫り、その隙に海外への逃亡を図るも、最終的には京極たちに阻止され、松浦によって再逮捕される。
ムーンライト清美〈??〉
演 - マギー
小料理店の店主でオネエ口調の人物。1985年、爆発で吹き飛ばされた京極が部屋に飛び込んできたことで知り合う。
神野とはお互いに「神ちゃん」「清美」と呼び合う仲で、清美自身は「特別な関係」と語っている。その真相は東大時代の同級生で40年来の友人であった。周囲の偏見に苦しみ、生き方に悩んでいた時に神野と出会ったことで救われた経験を持っている。

### ゲスト

#### episode 1（単発）
安藤 光輝
演 - 山崎育三郎
シーサーと名乗るテロリストの頭脳派メンバー。
五十嵐 圭吾
演 - 鈴之助
シーサーと名乗るテロリストの武闘派メンバー。
斉藤 由貴
演 - 斉藤由貴（本人役）（特別出演）（第8話）
歌手であり女優。
ふなっしー
演 - ふなっしー（本梨役）（第8話）
次世代無人操縦装置「BLESS」イベントのゲスト出演者。暴走したショベルカーのアームでふっとばされる。
鈴木 信子
演 - 安藤なつ
結衣と同じ滝谷百貨店のフロアで働くアパレル店員。
中道 静佳
演 - 久松夕子
安藤が6歳まで過ごした「ひばり育児園」施設長。

#### episode 0
島岡 和夫
演 - 柄本時生
結衣に好意を抱く謎の青年。フリーター。
通りすがりの筧美和子
演 - 筧美和子（本人役）
潜入捜査でわざと人質になっていた女。
石川 七海
演 - 瀧本美織
ブルース・リー好きの美人ホームヘルパー。
桐島 レイカ
演 - MALIA.
武器密造組織の女スナイパー。
片山 竜三
演 - 森下能幸
武器密造組織のメンバー。

#### 連続ドラマ
第1話
相良 虎徹
演 - 吉田鋼太郎
京極の旧友。
アキラ
演 - 夕輝壽太
虎徹の手下。
銀行強盗リーダー
演 - 片山享
人質の子ども
演 - 大滝愛結
第2話
春日井 晴香
演 - 片瀬那奈
スマダ共和国在住のジャーナリスト。京極を取材しに来た。
後述の通り、その正体は男性であった。
ボブ
演 - 副島淳
晴男（春日井晴香の正体）
演 - 今野浩喜
第3話
赤嶺 大和
演 - 粟島瑞丸
拓三
演 - 八十田勇一
光男
演 - 春海四方
ボウガンで狙われている人質の子ども
演 - 徳永純子
劇中ニュースのアナウンサー
演 - 滝菜月
第4話
松浦 杏奈
演 - 山下リオ
松浦の娘。シンガーソングライターの活動を行っているが、両親には反対されている。
松浦 美樹
演 - 月船さらら
松浦の妻。
柏田 雅樹
演 - 上遠野太洸
杏奈の中学時代のクラスメイト。
BLUE ENCOUNT
演 - BLUE ENCOUNT（本人役）（第10話）
杏奈が出演する「Helloween Rock Festival 2016」のゲスト。
第5・6話
山崎 香澄
演 - 芦名星
私立翔蘭高等学校2年3組担任。
並木 洋平
演 - 清水一希
私立翔蘭高等学校OB。
小野寺 貴志
演 - 鈴木勝大
中川 勝
演 - 平岡拓真
滝口 美香
演 - 小島梨里杏
上記3人は、私立翔蘭高等学校2年3組生徒。
堂島 洋二
演 - 山田明郷
私立翔蘭高等学校理事長。神野晴彦とは古くの友人。
増田 光則
演 - 大河内浩
私立翔蘭高等学校校長。
松田 丈志（6話のみ）
演 - 松田丈志
体育教師。
第7話
明辺 悠五
演 - 沢村一樹
『レンタル救世主』からの出演。メイド喫茶で店長として働く。
葉石 りさ子
演 - 福原遥
『レンタル救世主』からの出演。メイド喫茶でメイドとして働く。
明神 政宗（みょうじんまさむね）
演 - 宅麻伸（第9話）
警視庁組織犯罪対策部 部長。
浦部 純一
演 - 前川泰之（第9話）
警視庁組織犯罪対策部 組織犯罪対策五課 管理官。
桐野
演 - ダイアモンド☆ユカイ
犯罪組織リーダー。
平林
演 - 寿大聡
佐々木 健介
演 - 佐々木健介
リングアナアンサー。
第8話
城之内 数馬
演 - 天野浩成
武装集団リーダー。
第9話
フランク
演 - イアン・ムーア
ジョニー
演 - 植野行雄（デニス）
第10話
長沢 佑二
演 - 忍成修吾
町田 昭仁
演 - 升毅
みなと西病院院長。
牧村 優菜
演 - 伊藤梨沙子
みなと西病院看護師。
愛翔（まなと）
演 - 横山歩
みなと西病院に入院中の子ども。
肺に難病を抱えており、夜間は呼吸器を使用している。

## オールスタッフ
- 原作：『DER LETZTE BULLE』（Red Arrow International 配給）
- 脚本：佐藤友治
- 演出：猪股隆一（EP1,2、連続ドラマ）、明石広人（EP3,5〔前編、後編〕、連続ドラマ）、長沼誠（EP4〔前編、後編〕、連続ドラマ）、佐久間紀佳 (連続ドラマ)
- 音楽：得田真裕
- 主題歌
  - Episode 1- Episode 5：SPYAIR「ファイアスターター」（Sony Music Associated Records）[32]
  - 連続ドラマ：BLUE ENCOUNT「LAST HERO」（キューンミュージック）[33]
- サウンドデザイン：石井和之
- 美術デザイン -高野雅裕、渡辺俊太、松木修人
- VFX：岡野正広、熱田健太郎
- 特殊メイク：梅沢壮一
- 警察監修：吉川祐二
- アクションコーディネート：柴原孝典
- カースタント：タカハシレーシング
- ロケ協力：横浜市、横浜フィルムコミッション
- 技術協力：NiTRo、アップサイド、ビデオスタッフ
- 美術協力：日テレアート
- 音響効果：スポット
- ラインプロデューサー：鈴間広枝（日テレ）、松山雅則（トータルメディアコミュニケーション）
- 制作：黒崎太郎、三枝孝臣、伊藤響、八木元
- プロデューサー：戸田一也、植野浩之（日テレ）、伊藤裕史（AXON）、小泉守（トータルメディアコミュニケーション）、岩崎広樹（Hulu）
- 制作協力：日テレアックスオン、トータルメディアコミュニケーション
- 製作著作：日本テレビ、Hulu（HJホールディングス）

## 放送リスト
連続ドラマ
| 各話                                                                         | 放送日   | サブタイトル                                                                  | 演出       | 視聴率 |
| ---------------------------------------------------------------------------- | -------- | ----------------------------------------------------------------------------- | ---------- | ------ |
| 第1話                                                                        | 10月08日 | 昭和VS平成お馬鹿なコンビが世界を救う!? 常識無視の大暴れ刑事アクションコメディ | 猪股隆一   | 8.6%   |
| 第2話                                                                        | 10月15日 | 謎の美魔女は危険な聖母!? ポンコツ刑事が涙と怒りの愛を叫ぶ                     | 明石広人   | 7.4%   |
| 第3話                                                                        | 10月22日 | 究極の選択!?少女か百人の命か 救えるのは一つ!?爆破5秒前!                       | 長沼誠     | 8.0%   |
| 第4話                                                                        | 10月29日 | 娘に伝えたい父の愛 断絶した親子の絆に 届け!奇跡の歌声!                        | 佐久間紀佳 | 9.8%   |
| 第5話                                                                        | 11月05日 | 高校に潜入捜査アノ伝説学園ドラマ再現!? 熱血授業で皆号泣!?                     | 猪股隆一   | 7.6%   |
| 第6話                                                                        | 11月12日 | 熱血刑事VS復讐鬼!生徒たちの夢を守れ! 五輪メダリスト参戦                       | 明石広人   | 9.2%   |
| 第7話                                                                        | 11月19日 | イケメン対決!友情壊すスパイダーマン? レンタル救世主乱入                       | 佐久間紀佳 | 8.2%   |
| 第8話                                                                        | 11月26日 | 相棒が記憶喪失に!絶たれた絆コンビ解散 ふなっしーが救う!?                      | 猪股隆一   | 7.1%   |
| 第9話                                                                        | 12月03日 | 警視庁の??を盗め前代未聞の(秘)大捜査線 番組から重大発表!                      | 長沼誠     | 8.4%   |
| 最終話                                                                       | 12月10日 | 史上初!生放送中の投票で京極の生死が!? 奇跡?感動?衝撃?                         | 明石広人   | 8.5%   |
| 平均視聴率 8.3% （視聴率はビデオリサーチ調べ、関東地区・世帯・リアルタイム） |          |                                                                               |            |        |

## 映画
2017年5月3日に『LAST COP THE MOVIE』として全国283スクリーンで公開された。映画業界初の試みとして本編のエンドロール後に「サプライズ・マルチエンディング」として45秒から80秒程度の長さの10種類の映像（本編から30年後の京極や彼を取り巻く人々のエピソード）が週替わりでランダム上映された。興行収入は4億5300万円。
公開に先駆けて3月3日にポスタービジュアルとキャスト、メイキング映像が公開。また、映画と連動したanother story of THE MOVIE「結婚にまつわるエトセトラ」（亮太と結衣の結婚エピソード）が2017年4月24日から、another story of THE MOVIE「密着！神奈川県警24時？」（京極を中心とする横浜中央署メンバー密着取材のエピソード）が5月1日からHuluで独占配信された。

### ゲストキャスト
西園寺 春孝
演 - 加藤雅也
人工知能を搭載したロボット“ブナッシー”ことブレイン・ナッシーの開発者。
藤崎 誠吾
演 - 吉沢亮
西園寺の助手。
町田 昭仁
演 - 升毅
連続ドラマの最終話で京極たちが訪ねた「みなと西病院」の院長。
京極の「不死身の肉体」に対する興味から行った精密検査の結果から、京極の運命に深く関わる「ある事実」を知る。
ふなっしー
演 - ふなっしー
ブナッシーの協力者。
ブナッシー
声 - 出川哲朗
人工知能搭載の最新ロボット。

### スタッフ（映画）
- 監督：猪股隆一
- 原作：『DER LETZTE BULLE』（Red Arrow International）
- 脚本：佐藤友治
- 音楽：得田真裕
- 主題歌：BLUE ENCOUNT「さよなら」（キューンミュージック）
- 製作：中山良夫、加藤幸二郎、長澤一史、大角正、藪下維也、大川ナオ、沢桂一、永山雅也、小泉守
- エグゼクティブプロデューサー：伊藤響、西憲彦、門屋大輔
- プロデュース：戸田一也
- プロデューサー：藤村直人、伊藤裕史、松山雅則
- 協力プロデューサー：小泉守
- 宣伝プロデューサー：西利一郎
- 撮影：迫信博
- 編集：山中貴夫
- VFX：岡野正広、熱田健太郎
- AP：杉山葉香、阿利極
- 助監督：濱野大輝
- 制作担当：木村利明、田村豊
- 協力：横浜市
- 配給：松竹
- 制作プロダクション：日テレアックスオン、トータルメディアコミュニケーション
- 企画・製作幹事：日本テレビ放送網
- 製作：映画「ラストコップ」製作委員会（日本テレビ放送網、HJホールディングス、松竹、読売テレビ放送、研音、バップ、日活、トータルメディアコミュニケーション、札幌テレビ放送、宮城テレビ放送、静岡第一テレビ、中京テレビ放送、広島テレビ放送、福岡放送）